# Briarosaccus tenellus
Briarosaccus tenellus is een krabbezakjessoort uit de familie van de Peltogastridae. De wetenschappelijke naam van de soort is voor het eerst geldig gepubliceerd in 1970 door Boschma.